# Roman Koudelka
Roman Koudelka, född 9 juli 1989 i Turnov, Tjeckien, är en tjeckisk backhoppare. Han tävlar för LSK Lomnice nad Popelkou.

## Karriär
Roman Koudelka debuterade i kontinentalcupen i backhoppning (COC) 2004. Han deltog i Sommar-Grand-Prix 2006 och i november samma år debuterade han i världscupen  i finska Kuusamo. Han tog sin första top-10 placering i världscupen februari 2007 då han blev nummer 8 i Klingenthal i Tyskland. Han har som bäst kommit fyra i deltävlingar världscupen, 3 gånger i säsongen 2007/2008. Säsongerna 2008/2009 och 2010/2011 är hans hittills bästa sammanlagt i världscupen. Han blev nummer 16 båda säsongerna.
Koudelka blev juniorvärldsmästare i normalbacken i Tarvisio. Han deltog även i senior-VM 2007 i Sapporo. han blev nummer 25 i både normalbacken och stora backen. I laghoppningen blev han nummer 9. Han satte nytt backrekord i hemmabacken V Popelkách i Lomnice nad Popelkou (nära Liberec) 2007. Han hoppade 70,5 meter.
I skid-VM 2009 på hemmaplan i Liberec 9 i båda backarna, normalbacken och stora backen. I laghoppningen (i stora backen) blev han nummer 5 tillsammans med sina tjeckiska lagkamrater.
Under Olympiska spelen 2010 i Vancouver tog han en 12:e plats i normalbacken. I stora backen blev han nummer 23 och i lagtävlingen nummer 7.
Koudelka deltog i skid-VM 2011 i Holmenkollen i Oslo. Här blev han nummer 35 i normalbacken och 22 i stora backen. För första gången i VM-sammanhang tävlades det i två lagtävlingar, normalbacke och stor backe. Koudelka och det tjeckiska laget blev nummer 7 i normalbacken och nummer 8 i stora backen.
2011 tog han sin första pallplats i en skidflygningstävling på hemmaplan i Harrachov. Han blev nummer 11 i skidflygningsvärldscupen säsongen 2010/2011. I VM i skidflygning 2012 i Vikersundbacken blev han nummer 11 i individuella tävlingen och nummer 6 i lagtävlingen. Han satte sitt personbästa i skidflygning med 226,5 meter under VM i Vikersund. 
Roman Koudelka hade sin hittills bästa säsong i Tysk-österrikiska backhopparveckan 2011/2012 då han blev nummer 5 sammanlagt.

## Övrigt
Roman Koudelka är känd för sin extrema stil där han ligger långt fram på skidorna. 